# جان تی. کاسیوپو
جان تِرنس کاسیوپو (انگلیسی: John Terrence Cacioppo؛ ‏ ۱۲ ژوئن ۱۹۵۱ – ۵ مارس ۲۰۱۸) دانشمند، پژوهشگر و متخصص در زمینه علوم اعصاب اجتماعی، روان‌شناسی اجتماعی، علوم اعصاب شناختی و علوم اعصاب رفتاری اهل ایالات متحده آمریکا بود.
او یکی از دوپایه‌گذارِ اصلیِ «علوم اعصاب اجتماعی» و بنیان‌گذار مرکز «علوم اعصاب شناختی و اجتماعی» دانشگاه شیکاگو بود.
در ماه مه ۲۰۱۸ میلادی گوگل اسکالر اعلام کرد که آثار جان کاسیوپو بیش از ۱۲۸٬۶۸۰ مرتبه در مقالات دیگر پژوهشگران ذکر شده و شاخص اچ او ۱۵۱ است.
او عضو فرهنگستان هنر و علوم آمریکا، انجمن پیشبرد علوم آمریکا و انجمن روان‌شناسی آمریکا بود.